# Liechtenstein en los Juegos Olímpicos de Sankt Moritz 1948
Liechtenstein estuvo representado en los Juegos Olímpicos de Sankt Moritz 1948 por diez deportistas masculinos que compitieron en dos deportes.
El portador de la bandera en la ceremonia de apertura fue el esquiador de fondo Christof Frommelt. El equipo olímpico liechtensteiniano no obtuvo ninguna medalla en estos Juegos.